# Ljudski zaznamki
Ljudski zaznamki (angleško social bookmarking) so hitro razvijajoč produkt WEB 2.0, ki omogoča shranjevanje, delitev in označevanje spletnih strani.
Na spletno stran ljudskih zaznamkov lahko uporabnik shrani spletno stran ali določen del strani, ki se mu zdi zanimiv in ga želi deliti z drugimi. Te strani pa so nato na voljo vsem uporabnikom določene strani ljudskih zaznamkov, ki jih lahko drugi uporabniki najdejo glede na naslov, temo, kategorijo ter oznake (angleško tags).